# Тополя (Шосткинський район)
Топо́ля —  село в Україні, у Есманьській селищній громаді Шосткинського району Сумської області. Населення становить 41 осіб.

## Географія
Село Тополя розташоване на одному із приток річки Калинівка. Нижче за течією на відстані 2 км розташоване село Кучерівка.
До села примикає великий лісовий масив.

## Історія
На околиці села виявлене поселення і городище сіверян (VIII-Х ст.).
12 червня 2020 року, відповідно до розпорядження Кабінету Міністрів України № 723-р «Про визначення адміністративних центрів та затвердження територій територіальних громад Сумської області», село увійшло до складу Есманьської селищної громади.
19 липня 2020 року, в результаті адміністративно-територіальної реформи та ліквідації Глухівського району, село увійшло до складу новоутвореного Шосткинського району.

## Населення

### Мова
Розподіл населення за рідною мовою за даними перепису 2001 року:
| Мова       | Кількість | Відсоток |
| ---------- | --------- | -------- |
| російська  | 21        | 51.22%   |
| українська | 20        | 48.78%   |
| Усього     | 41        | 100%     |